# Joseph Alphonso Pierce
Joseph Alphonso Pierce Sr. (Waycross, 10 de agosto de 1902-18 de septiembre de 1969) fue un matemático y estadístico estadounidense. Fue uno de los primeros afroestadounidenses en obtener un doctorado en matemáticas en Estados Unidos. Fue un educador que tuvo una larga trayectoria como docente, administrador e investigador.

## Primeros años de vida y educación
Joseph Alphonso Pierce nació el 10 de agosto de 1902 en Waycross, Georgia. Era hijo de William Arthur Pierce, un ministro metodista, y Fannie McGraw. Quedó huérfano a una edad temprana y fue criado por su tío Joseph McGraw. Recibió su educación inicial en escuelas públicas de Georgia.
Recibió su licenciatura en ciencias sociales de la Universidad de Atlanta en 1925. Pierce obtuvo su maestría en matemáticas de la Universidad de Atlanta en 1930 y obtuvo un doctorado de la Universidad de Míchigan en 1938 con la disertación «A Study of a Universe of N Finite Populations with Application to Moment-Function Adjustments for Grouped Data» bajo la dirección de Harry C. Carver.

## Carrera
Pierce comenzó su carrera en Texas College en Tyler, Texas, donde fue instructor en el Departamento de Matemáticas de 1925 a 1927. Después de haber jugado fútbol americano universitario en la Universidad de Atlanta, Pierce también fue entrenador asistente del equipo de fútbol allí. Luego pasó dos años, de 1927 a 1929, como profesor de matemáticas en la escuela secundaria Booker T. Washington en Atlanta, Georgia. Después de obtener su maestría en 1930, Pierce ocupó un puesto como profesor de matemáticas en Wiley College en Marshall, Texas. Fue aquí donde comenzó a trabajar en su doctorado. Durante este período, con su esposa, la Dra. Juanita G. Pierce, tuvo un hijo (Joseph Alphonso Pierce, Jr.). Después de obtener su doctorado en 1938, Joseph Pierce regresó a la Universidad de Atlanta, donde enseñó matemáticas y estadística y también se desempeñó como presidente del Departamento de Matemáticas. En 1948, Pierce se trasladó al Texas State College for Negroes (que más tarde se convertiría en la Texas Southern University) en Houston, donde fue profesor de matemáticas de 1948 a 1954, jefe del Departamento de Matemáticas de 1948 a 1957 y presidente de la División de Física Natural. Ciencias. Continuó progresando en la universidad y finalmente se convirtió en Decano de la Escuela de Graduados en 195. Pierce continuó enseñando y participando de diversas maneras en Texas Southern durante muchos años hasta 1967, cuando fue elegido presidente de la universidad. También fue consultor de la NASA durante un período de dos años (1967-1968).

### Negro Business and Business Education
Mientras estuvo en Atlanta (1944-1946), Pierce fue nombrado director de investigación de un gran estudio sobre empresas y oportunidades comerciales afroamericanas patrocinado por la Universidad de Atlanta. Posteriormente publicó los resultados de este estudio y más en su libro Negro Business and Business Education: Their Present and Prospective Development (1947). Aunque era un matemático y estadístico talentoso, Joseph Pierce era más conocido por este trabajo. Lo que descubrió fue que las empresas propiedad de negros captaban un porcentaje muy pequeño de lo que podría ser su patrocinio potencial. Vio que el 99 por ciento de los clientes negros compraban ropa y zapatos en empresas de propiedad de blancos y que sólo el 28 por ciento de los negros iba a tiendas de comestibles de propiedad de negros. Las causas de esto variaron desde la falta de promoción de ventas, una capacitación empresarial inadecuada y un mantenimiento de registros deficiente por parte de los propietarios de empresas negros.
Este libro fue bastante influyente y sentó las bases para que la Universidad de Atlanta estableciera una Escuela de posgrado en Administración de Empresas. Pierce pasó la mayor parte del resto de su vida dedicándose a la causa de ampliar las oportunidades laborales para los afroamericanos y cooperando con universidades locales para mejorar los servicios a la comunidad negra. Regularmente alentó a los líderes empresariales negros a buscar nuevas áreas de crecimiento y esforzarse por satisfacer las necesidades del consumidor negro para mantener la riqueza dentro de la comunidad.

## Logros
Como se señaló anteriormente, Pierce fue más conocido por su publicación de Negro Business and Business Education: Their Present and Prospective Development . Además de eso, Pierce era miembro de Sigma Xi, Beta Kappa Chi y Alpha Phi Alpha Fraternity. También fue miembro del Instituto de Estadística Matemática, la Asociación Estadounidense de Estadística, el Instituto Nacional de Ciencias, la Asociación de Maestros del Estado de Texas, la Sociedad Matemática Estadounidense y la Asociación Nacional de Educación.

## Publicaciones

### Papeles académicos
- Pierce, Joseph. On the Summation of Progressions Useful in Time Series Analysis, Journal of the American Statistical Association 39 (1944), 387–89.
- Pierce, Joseph. Correction Formulas for Moments of a Grouped-Distribution of Discrete Variates, Journal of the American Statistical Association 38 (1943), 57–62.
- Pierce, Joseph. A Study of a Universe of n Finite Populations with Application to Moment-Function Adjustments for Grouped Data, Annals of Mathematical Statistics 11, no. 3 (1940). 311–34.

### Libros
- Edmondson, Ralph A. y Pierce, Joseph A., Elementary Mathematics and Applications (1934)
- Edmondson, Ralph A. y Pierce, Joseph A. Introductory College Mathematics and Applications (1937).
- Pierce, Joseph A. The Atlanta Negro: A Collection of Data on the Negro Population of Atlanta (1940).